# Eois isographata
Eois isographata là một loài bướm đêm trong họ Geometridae.